# Clonezilla
Clonezilla — це утиліта з відкритим вихідним кодом для клонування дисків, створення образів дисків і розгортання систем. Clonezilla Server Edition використовує технології багатоадресної розсилки для розгортання одного файла образу на групі комп'ютерів у локальній мережі. Clonezilla був розроблена Стівеном Шиау у NCHC Free Software Labs в Тайвані.
Clonezilla використовується для розгортання операційних систем на комп'ютерах шляхом створення образу одного комп'ютера, а потім розгортання на одній або декількох системах. Вона інтегрує декілька інших програм з відкритим вихідним кодом для забезпечення можливостей клонування та створення образів.
Clonezilla працює шляхом копіювання зайнятих блоків на пристрій зберігання даних (наприклад, SATA SSD, HDD або NVMe SSD). Вона призначена для розгортання операційної системи шляхом завантаження Live-диска, який можна завантажити з флеш-накопичувача, CD/DVD або мобільного телефону Android. Він використовує Partclone, Ntfsclone, Partimage або dd для створення образу диска через мережу або на локально підключений жорсткий диск.

## Особливості

### Блочне копіювання
Clonezilla може працювати на рівні блоків (сектор за сектором). Таким чином, вона може працювати з будь-якою файловою системою. Іншими словами, вона може клонувати один диск на інший, не знаючи, які розділи або файлові системи має вихідний диск. Однак такий підхід є неефективним, оскільки це означало б копіювання кожного блоку, навіть якщо він не містить значущих даних. Тому Clonezilla використовує розумний підхід з урахуванням файлової системи. В використовує інформацію з файлової системи, щоб визначити, які блоки на диску потребують копіювання. Це гарантує, що буде скопійовано лише те місце на диску, яке використовується в даний момент, а порожній простір буде проігноровано. Clonezilla підтримує Ext2, Ext3, Ext4, ReiserFS, XFS, JFS, Btrfs, NTFS і FAT. Для непідтримуваних файлових систем Clonezilla повертається до невибіркового копіювання на рівні блоків.
За замовчуванням Clonezilla використовує Partclone, але може повернутися до Ntfsclone, Partimage та dd, якщо це необхідно. Програма також підтримує LVM2 і деякі апаратні RAID-масиви.

### Стиснення
За замовчуванням Clonezilla використовує стиснення ZIP, але може використовувати інші схеми, такі як gzip, LZMA або bzip2. Образи дисків можна розбити на менші файли і стиснути їх, щоб заощадити місце на диску призначення.

### Шифрування
Clonezilla підтримує створення захищених паролем образів. Крім того, вона може монтувати томи, зашифровані BitLocker.

### Завантаження PXE
Clonezilla можна завантажити через комп'ютерну мережу за допомогою техніки завантаження PXE.

## Варіанти

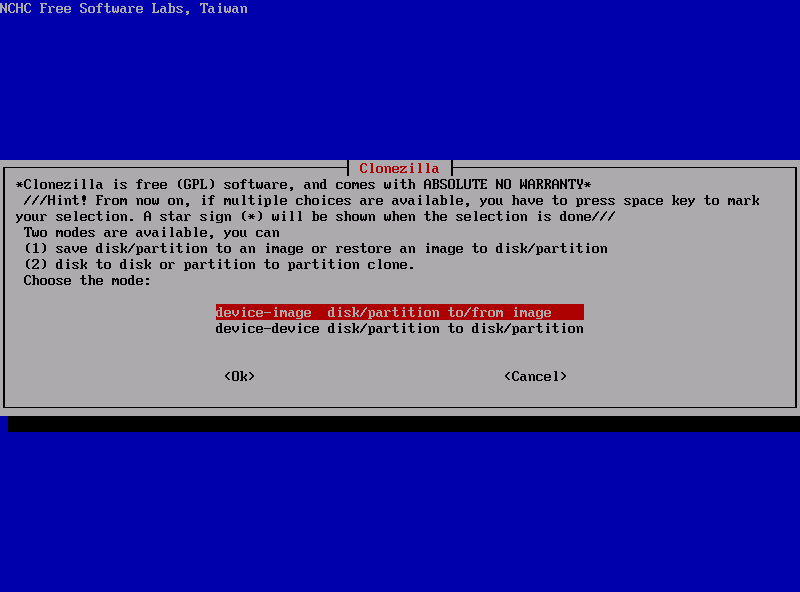
Вибір між режимом клонування та образу

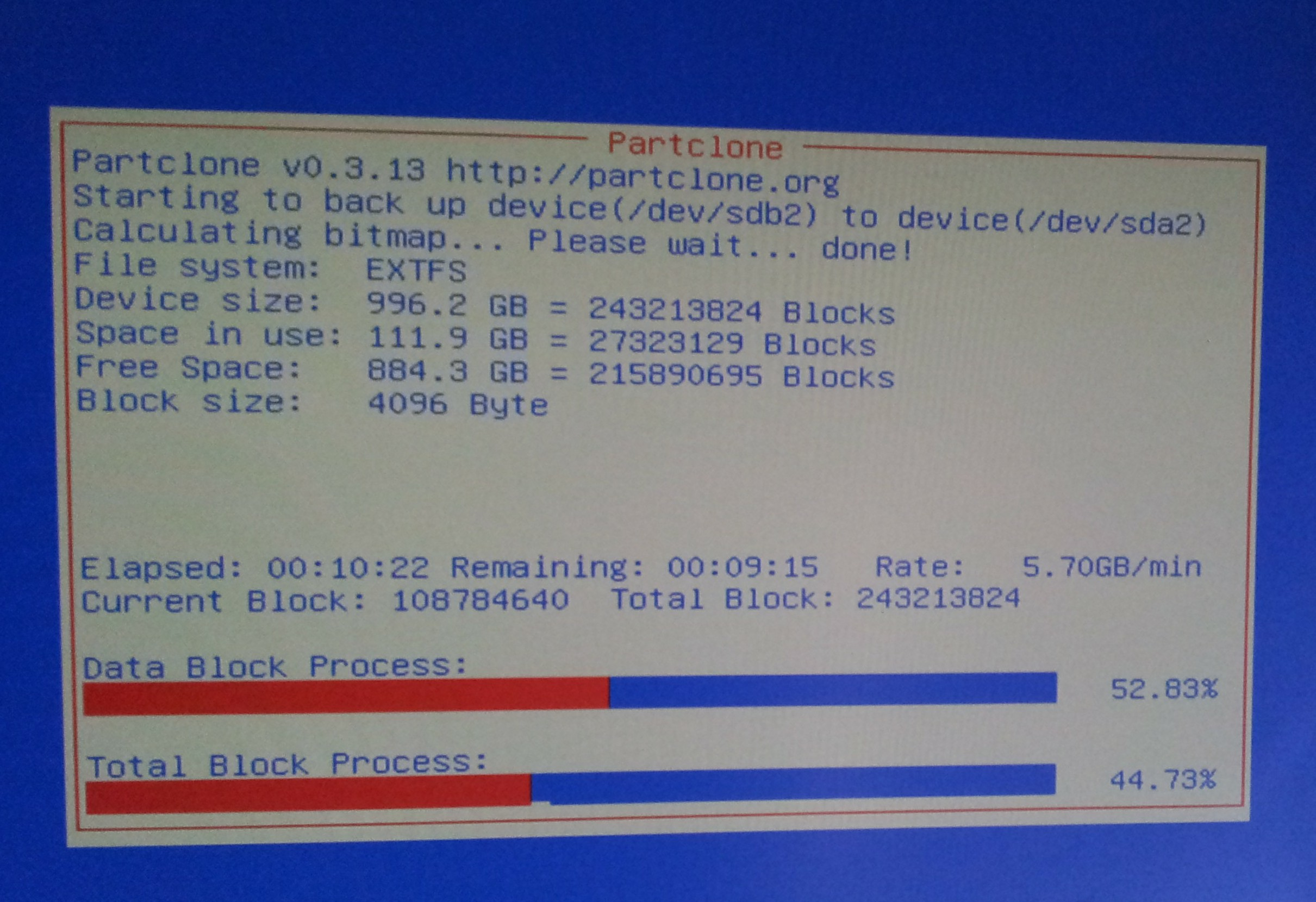
Клонування з диска на диск

Існує два варіанти Clonezilla: Clonezilla Live призначена для створення образів на одному комп'ютері, та Clonezilla Server Edition (SE) — для масового розгортання в комп'ютерній мережі.

### Clonezilla Live
Clonezilla Live може створювати образ розділу або носія локального комп'ютера на локальний носій або файл образу, що зберігається на локально підключеному жорсткому диску або SSH-сервері, мережевому ресурсі Samba або мережевій файловій системі. Крім того, Clonezilla Live може клонувати дані з одного носія інформації на інший без необхідності попереднього створення файла образу. Файли образів можуть бути розгорнуті на одному або різних комп'ютерах.
На відміну від Acronis Cyber Protect Home Office та Norton Ghost, Clonezilla не має агента, який можна встановити на операційну систему. Замість цього Clonezilla була розроблена з розрахунком на те, що диск має бути клонований без втручання в операційну систему.

### Clonezilla Server Edition (SE)
Clonezilla Server Edition (SE) може клонувати багато комп'ютерів одночасно, використовуючи технологію багатоадресної розсилки по комп'ютерній мережі. Підтримка багатоадресної розсилки забезпечується UDPCast.
Оскільки таке середовище складно налаштувати, користувачі можуть завантажити Live-диск, який надає операційній системі всі необхідні конфігурації вже готовими. Образи завантажуються до сховища, налаштованого користувачем, яке може бути локальним каталогом на тому ж сервері, що і Clonezilla SE, або віддаленим місцем, наприклад, мережевим сховищем, доступ до якого здійснюється за допомогою SSH або Samba.

## Ефективність
Clonezilla — ефективний інструмент для розгортання програмного забезпечення в навчальних лабораторіях. Іноді Clonezilla може бути швидша за Acronis Cyber Protect Home Office та Norton Ghost, як при створенні образів, так і при розгортанні, але може бути надто складною в налаштуванні. Однак Clonezilla не є рішенням для резервного копіювання чи аварійного відновлення, оскільки воно не підтримує диференціальних чи інкрементальних знімків, роботи за розкладом та роботи без зупинки.